# Kozlovice
Kozlovice är en ort i Tjeckien. Den ligger i den östra delen av landet, 280 km öster om huvudstaden Prag. Kozlovice ligger 373 meter över havet och antalet invånare är 2 852.
Terrängen runt Kozlovice är huvudsakligen kuperad, men den allra närmaste omgivningen är platt. Runt Kozlovice är det ganska tätbefolkat, med 214 invånare per kvadratkilometer. Närmaste större samhälle är Frýdek-Místek, 12,3 km nordost om Kozlovice. I omgivningarna runt Kozlovice växer i huvudsak blandskog.